# Топилище

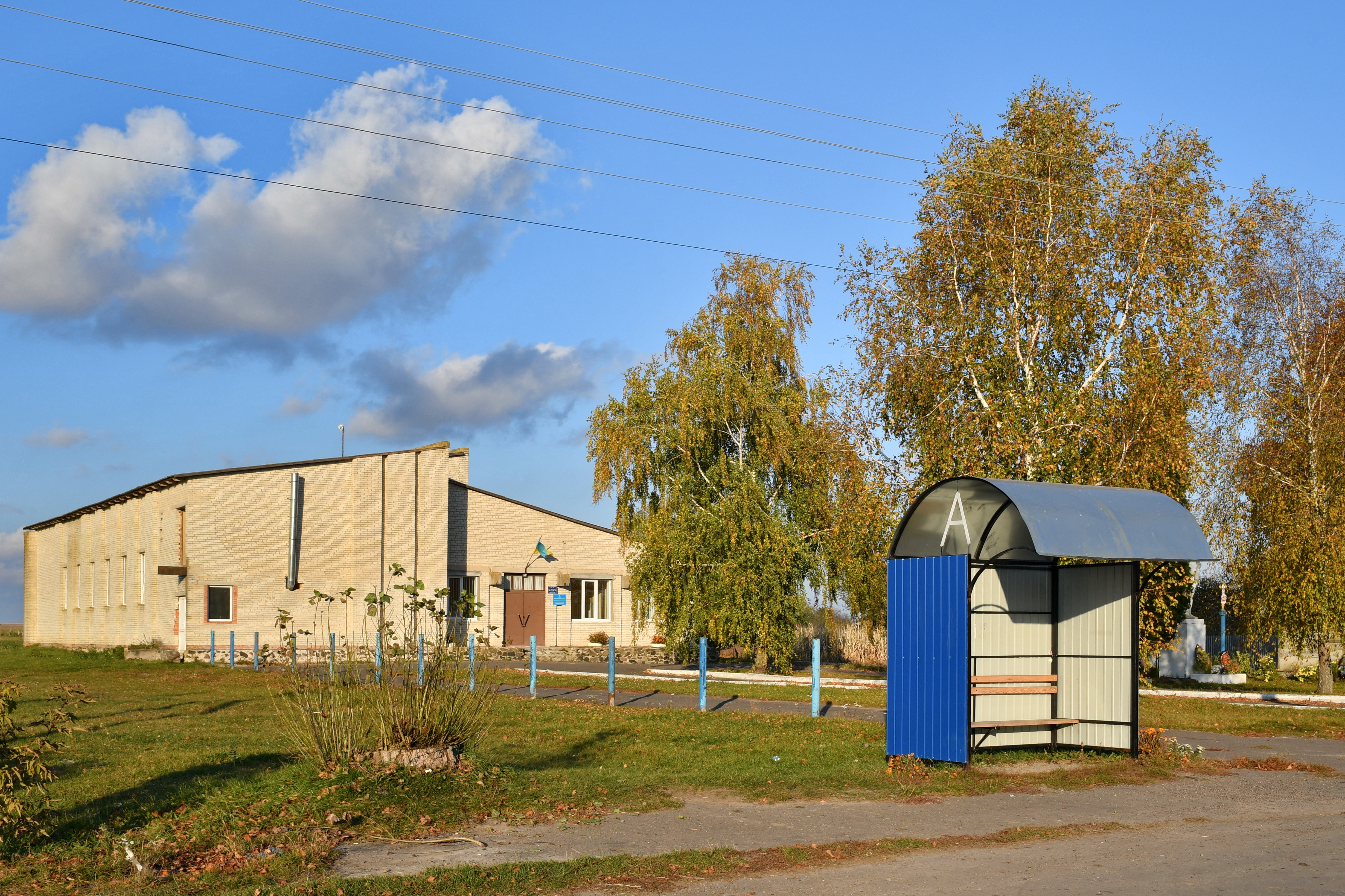
Клуб та автобусна зупинка

Топи́лище — село в Україні, у Павлівській сільській громаді Володимирського району Волинської області. Населення становить 522 особи.

## Географія
Село розташоване на правому березі річки Луга.

## Історія
У 1906 році село Порицької волості Володимир-Волинського повіту Волинської губернії. Відстань від повітового міста 38 верст, від волості 10. Дворів 83, мешканців 484.
До 15 серпня 2016 року було центром Топилищенської сільської ради.
27 січня 2019 року під час зборів релігійної громади УПЦ МП священик підтримав рішення громади про перехід у Православну Церкву України.
12 червня 2020 року, відповідно до розпорядження Кабінету Міністрів України № 708-р «Про визначення адміністративних центрів та затвердження територій територіальних громад Волинської області», увійшло до складу Павлівської сільської територіальної громади.
19 липня 2020 року, в результаті адміністративно-територіальної реформи та ліквідації  Іваничівського району, село увійшло до новоутвореного Володимир-Волинського району (від 18 липня 2022 Володимирського).

## Населення
Згідно з переписом УРСР 1989 року чисельність наявного населення села становила 577 осіб, з яких 268 чоловіків та 309 жінок.
За переписом населення України 2001 року в селі мешкала 521 особа.

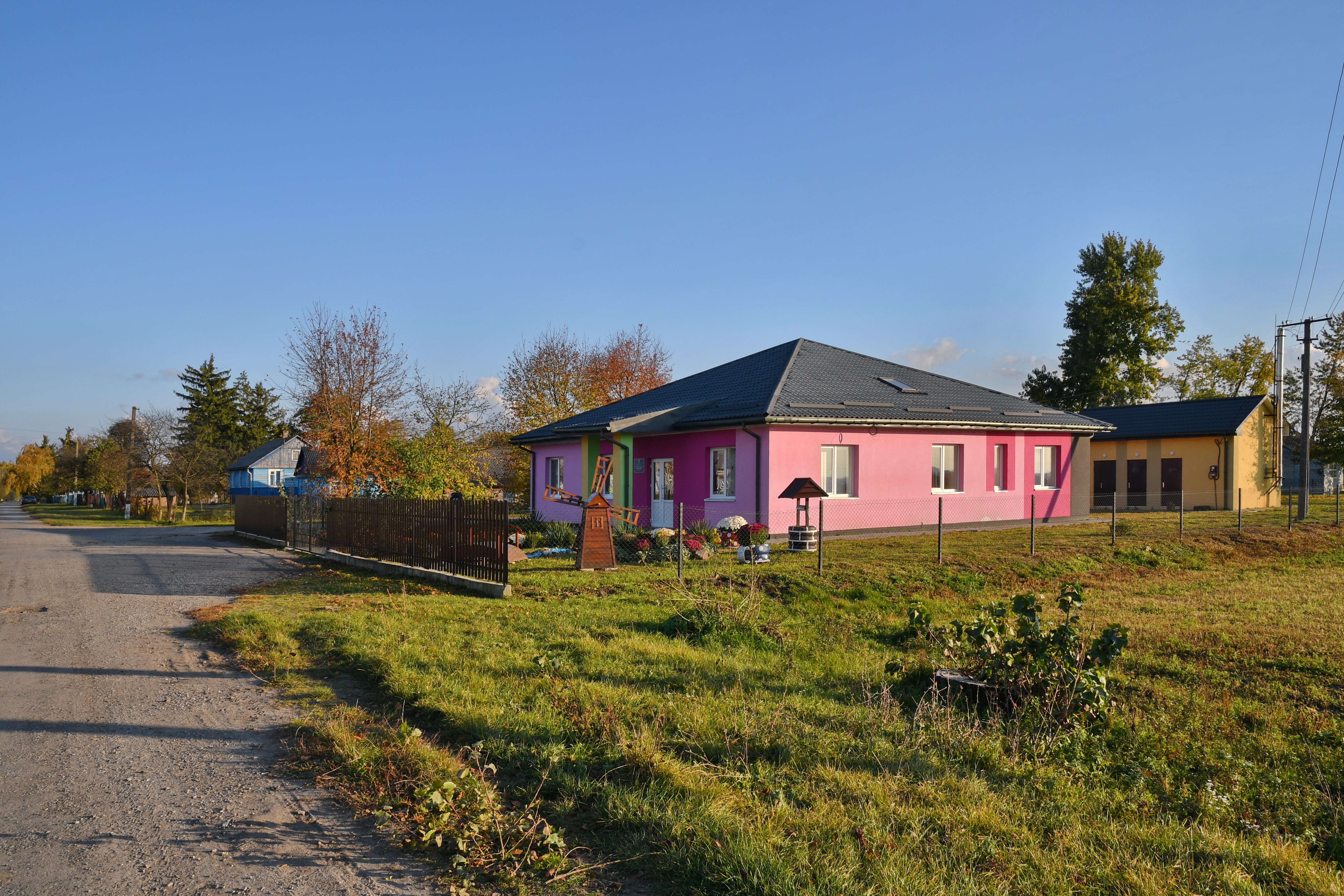
Дитячий садок «Сонечко»

### Мова
Розподіл населення за рідною мовою за даними перепису 2001 року:

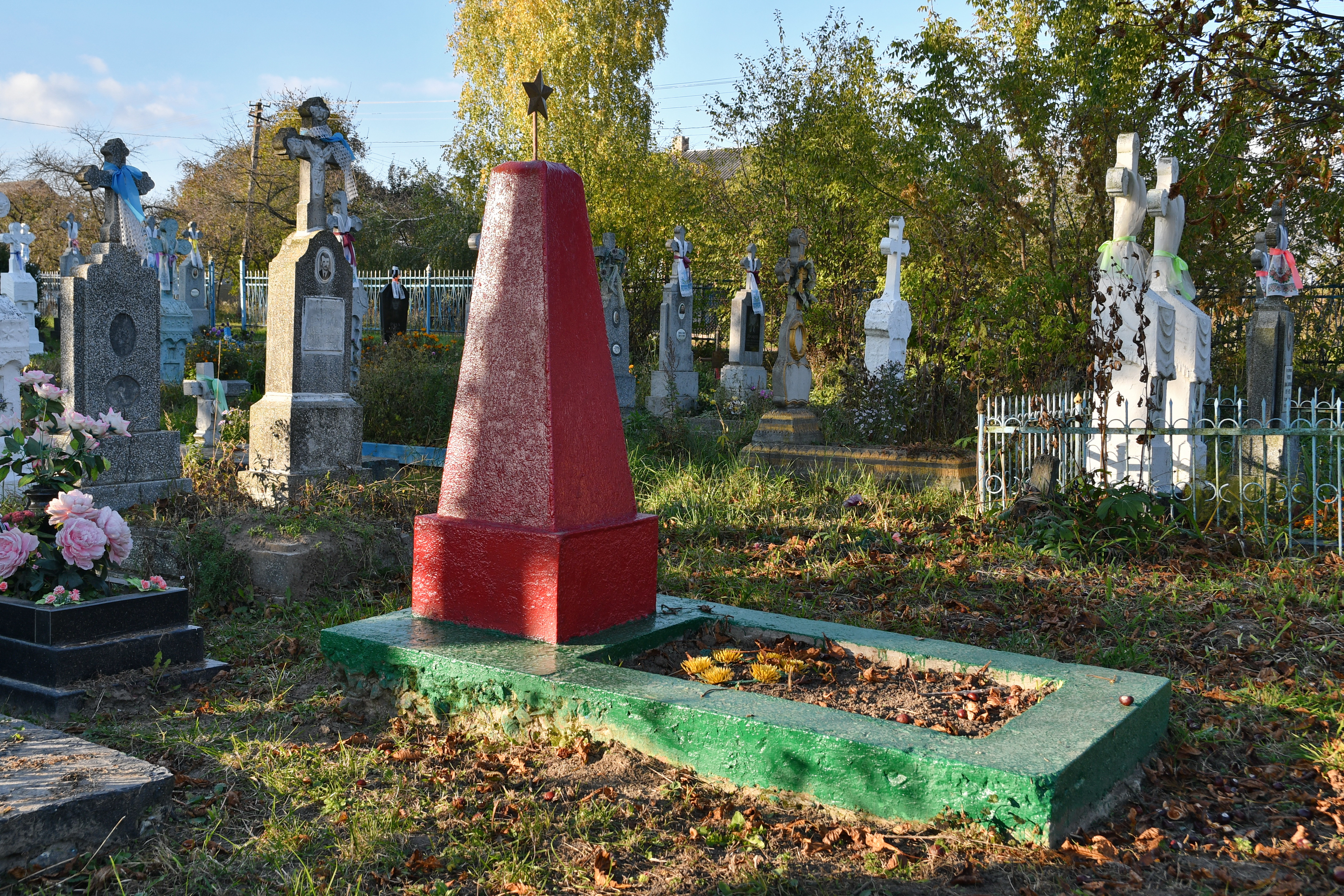
Могила партизана І. Рябова

| Мова       | Відсоток |
| ---------- | -------- |
| українська | 99,43 %  |
| російська  | 0,57 %   |

## Відомі люди
- Грицюк Михайло Михайлович (1984—2014) — солдат, розвідник 3-го батальйону 51-ї окремої механізованої бригади Сухопутних військ ЗС України; загинув під час проведення антитерористичної операції на сході України.